# Yonekura Ryoko
Yonekura Ryoko (米倉 涼子 sinh ngày 1 tháng 8 năm 1975 tại Yokohama, Kanagawa) là một nữ diễn viên và cựu người mẫu thời trang Nhật Bản được biết đến nhiều nhất với vai diễn trong loạt phim truyền hình y khoa Bác sĩ X ngoại khoa: Daimon Michiko. Cô cũng là người lồng tiếng Nhật chính thức cho Scarlett Johansson trong loạt phim Avengers với vai Góa phụ đen.

## Sự nghiệp
Yonekura đã học múa ba lê cổ điển trong suốt 15 năm kể từ năm 5 tuổi. Được đại diện bởi Oscar Promotion, cô đã giành giải người đẹp trẻ quốc gia vào năm 1992. Năm 1993, cô bắt đầu sự nghiệp của mình với vai trò là một người mẫu, làm việc cho các tạp chí thời trang như CanCam. Cô sau đó cũng công bố ý định bắt đầu sự nghiệp diễn xuất của mình vào tháng 6 năm 1999. Vai diễn đầu tiên của Yonekura là trong bộ phim truyền hình Koi no Kamisama phát sóng trên đài TBS, và cô đã xuất hiện trong nhiều bộ phim truyền hình kể từ đó.
Nữ diễn viên từng đóng vai Roxie Hart trong vở kịch Chicago phiên bản tiếng Nhật ở Tokyo lần lượt vào các năm 2008 và 2010. Sau đó, cô đã học vai diễn này bằng tiếng Anh và xuất hiện lần đầu trên sân khấu Broadway năm 2012 và vào tháng 7 năm 2017 cũng như một lần nữa vào tháng 7 năm 2019.

## Danh sách phim từng tham gia

### Truyền hình
- Koi no Kamisama (2000, TBS)
- Tenki-yoho no Koibito (2000, TBS)
- Hatachi no Kekkon (2000, TBS)
- Straight News (2000, NTV)
- Love Revolution (2001, Fuji TV)
- Hikon Kazoku (2001, Fuji TV)
- Pretty Girls (2002, TBS)
- Sonagi Special (2002, MBC/Fuji TV)
- Seikei Bijin (2002, Fuji TV)[3]
- Musashi (2003, NHK)
- Okusama wa Majo (2004, TBS)
- Kurokawa no Techo (2004, TV Asahi), vai Motoko Haraguchi
- Kurokawa No Techo Special (2005, TV Asahi), vai Motoko Haraguchi
- Nyokei Kazoku (2005, TBS)
- Haru to Natsu Special (2005, NTV)
- Onna no Ichidaiki (2005, TBS), vai Haruko Sugimura
- Kemonomichi (2006, TV Asahi)
- Fushin no Toki (2006, TV Asahi)
- Warui Yatsura (2007, TV Asahi/ABC TV)
- Katagoshi no Koibito (9 tập, 2007, TBS)
- Monster Parent (2008, Kansai TV)
- Kōshōnin (2008, TV Asahi)
- Koori No Hana (2008, TV Asahi)
- Kōshōnin 2 (2009, TV Asahi)
- Nasake no Onna (2010, TV Asahi)
- Hunter: Sono Onna-tachi, Shōkin Kasegi (2011, Fuji TV/Kansai TV)
- Atsui Kūki (2012, TV Asahi)
- 35-sai no Koukousei (2013, Nippon TV)
- Bác sĩ X ngoại khoa: Daimon Michiko - Mùa 1 (2012, TV Asahi), vai Michiko Daimon
- Bác sĩ X ngoại khoa: Daimon Michiko - Mùa 2 (2013, TV Asahi), vai Michiko Daimon
- Kaseifu Wa Mita SP (2014, TV Asahi)
- Tsuyoki Ari SP (2014, TV Asahi)
- Outburn SP (2014, TV Asahi)
- Bác sĩ X ngoại khoa: Daimon Michiko - Mùa 3 (2014, TV Asahi), vai Michiko Daimon
- Kaseifu wa Mita SP (2015, TV Asahi)
- Kagerou Ezu (2016, TV Asahi)
- Bác sĩ X ngoại khoa: Daimon Michiko - Mùa 4 (2016, TV Asahi), vai Michiko Daimon
- Bác sĩ X ngoại khoa: Daimon Michiko - Mùa 5 (2017, TV Asahi), vai Michiko Daimon
- Legal V Ex-lawyer Shoko Takanashi (2018, TV Asahi), vai Shoko Takanashi
- Bác sĩ X ngoại khoa: Daimon Michiko - Mùa 6 (2019, TV Asahi), vai Michiko Daimon
- Anime Crayon Shin-chan (2019, TV Asahi), vai Michiko Daimon (lồng tiếng)
- Bác sĩ X ngoại khoa: Daimon Michiko - Mùa 7 (2021, TV Asahi), vai Michiko Daimon

### Điện ảnh
- Danbōru Hausu Gāru, vai cô gái vô gia cư
- Gun Crazy: A Woman from Nowhere (2002)
- Nezu no Ban (2005)
- Sakura no Sono (2008)

### Lồng tiếng Nhật
- Diana (2013) - lồng tiếng cho nhân vật Diana (Naomi Watts)[4]
- Người sắt 2 (2010), Biệt đội siêu anh hùng (2012), Captain America: Chiến binh mùa đông Soldier (2014), Avengers: Đế chế Ultron (2015), Captain America: Nội chiến siêu anh hùng (2016), Avengers: Cuộc chiến vô cực (2018), Avengers: Hồi kết (2019), Góa phụ đen (2020)[5] - lồng tiếng cho nhân vật Natasha Romanoff/Góa phụ đen (Scarlett Johansson)

## Đời tư
Tháng 12 năm 2014, Yonekura thông báo rằng cô đã kết hôn với một chủ sở hữu công ty kém hơn cô hai tuổi. Tuy nhiên, vào tháng 12 năm 2016, Yonekura chính thức tuyên bố ly hôn với chồng. Cũng trong một tuyên bố dưới dạng văn bản, Yonekura đã viết, "Sau nhiều cuộc tranh cãi và thỏa thuận, thủ tục ly hôn của chúng tôi đã được hoàn tất. Tôi xin lỗi vì đã gây rắc rối với những vấn đề riêng tư của mình [...] Tôi hy vọng bản thân vẫn tiếp tục tiến về phía trước với tư cách là một diễn viên và một người phụ nữ. Tôi sẽ cố gắng hết sức mỗi ngày để thử thách bản thân với những điều mới mẻ hơn. Xin hãy tiếp tục ủng hộ và động viên tôi".